# Lagynodes biroi
Lagynodes biroi är en stekelart som beskrevs av Szelenyi 1936. Lagynodes biroi ingår i släktet Lagynodes och familjen trefåresteklar. Inga underarter finns listade i Catalogue of Life.